# GE Real Estate
GE Real Estate (GE RE) ist eine Immobilienverwaltung im Bereich GE Commercial Finance der amerikanischen General Electric Company, einem der umsatzstärksten Mischkonzerne der Welt. CEO von GE Real Estate ist Ron Pressman.
GE Real Estate wurde im Jahre 1972 gegründet und ist in 34 Ländern, insbesondere in den Vereinigten Staaten und Kanada, aber auch in Europa, China und Japan, sehr aktiv. Das Unternehmen mit Sitz in Norwalk (Connecticut) verwaltet ein Immobilienportfolio von ca. 30 Milliarden Euro weltweit.
GE Real Estate betreibt Corporate-Real-Estate-Management (CREM).

## GE Real Estate Europe
GE Real Estate Europe wird von Mark Hutchinson geführt. Es ist in Skandinavien, Spanien, Italien, aber auch in Deutschland aktiv.
- GE RE Iberia hat am 3. Mai 2006 32 Supermärkte, 5 Cash-and-Carry-Supermärkte und 3 Logistikzentren für 75 Millionen Euro übernommen.
- GE RE Nordic hat am 3. April 2006 eine 23.000 m² große Baufläche bei Borås in Schweden für ca. 200 Millionen SEK übernommen.

- GE RE Germany hat die HPE Hausbau Gruppe von Peabody Funds für 190 Mio. Euro übernommen. HPE ist eine Immobilien-Investment- und Managementgesellschaft mit 80 Mitarbeitern primär in Berlin und Ludwigshafen. Sie besitzt 4.400 Wohneinheiten in zehn Städten entlang der Rheinlinie und in Berlin. Darüber hinaus verwaltet HPE 3.000 Wohneinheiten.

- GE RE Germany hat 12 Krankenhausimmobilien im Wert von 100 Millionen Euro erworben. Die 12 Immobilien mit ca. 1.500 Betten werden von der Marseille-Kliniken AG in einer Sale-Lease-Back-Transaktion für 25 Jahre zurück gemietet.

- GE RE Germany hat 12 Büroimmobilien vom iii-Immobilienfonds für 420 Mio. Euro übernommen.[1]

## Unternehmensdaten
- Umsatz 2005: 3.492 Millionen US-Dollar
- Gewinn 2005: 1.282 Millionen US-Dollar
- Werte 2005: 35.323 Millionen US-Dollar

Quelle: General Electric Company